# 尼斯塔尔
尼斯塔尔（德語：Nüsttal，意为“尼斯特河谷”）是德国黑森州的一个市镇。总面积45.50平方公里，总人口2858人，其中男性1494人，女性1364人（2011年12月31日），人口密度63人/平方公里。